# Kent Main
Pour les articles homonymes, voir Main.
Kent Main, né le 8 janvier 1996 à Johannesbourg, est un coureur cycliste sud-africain.

## Biographie
Kent Main commence le cyclisme à l'âge de dix ans sous l'impulsion de son père Clive, également pratiquant de ce sport par loisir. 
En 2014, il termine troisième du championnat d'Afrique du Sud dans la catégorie juniors (moins de 19 ans). Il fait ensuite ses débuts espoirs en 2015 chez Europcar SA, avant de rejoindre l'équipe RoadCover en 2016.
En début d'année 2017, il remporte une étape puis le classement final du Tour de Bonne-Espérance, et termine quatrième du championnat d'Afrique du Sud sur route. Après ces performances, il signe un contrat au mois de mars avec Dimension Data-Qhubeka, réserve de la formation WorldTour Dimension Data. Il participe à diverses courses internationales en France en Italie. Lors du Tour de la Vallée d'Aoste, il est membre de l'échappée du jour sur la dernière étape. Il brille par ailleurs sur le Tour du Rwanda en terminant deuxième d'une étape et onzième au classement général.

## Palmarès et résultats

### Palmarès par année
- 2014
  - 3e du championnat d'Afrique du Sud sur route juniors
- 2017
  - Tour de Bonne-Espérance :
    - Classement général
    - 3e étape
- 2018
  - 3e étape du Tour de Bonne-Espérance
  - 2e du championnat d'Afrique du Sud du contre-la-montre espoirs
  - 2e du Tour de Bonne-Espérance
- 2019
  -  Médaillé d'or du contre-la-montre par équipes aux Jeux africains (avec Jayde Julius, Jason Oosthuizen et Ryan Gibbons)
  - Champion du Gauteng du contre-la-montre[5]
  - East Rand Classic[6]
  -  Médaillé d'argent du contre-la-montre aux Jeux africains
  - 2e du Tour of Limpopo
- 2020
  - 3e du Tour du Rwanda
  - 3e du championnat d'Afrique du Sud du contre-la-montre
- 2021
  -  Champion d'Afrique du contre-la-montre par équipes (avec Ryan Gibbons, Gustav Basson et Jason Oosthuizen)
  -  Champion d'Afrique du contre-la-montre par équipes mixtes
  -  Médaillé d'argent du championnat d'Afrique du contre-la-montre
  - 3e du championnat d'Afrique du Sud du contre-la-montre
- 2022
  - Champion du Gauteng du contre-la-montre
  - 4e étape du Tour du Rwanda
  - 2e du championnat d'Afrique du Sud du contre-la-montre
  -  Médaillé d'argent du championnat d'Afrique du contre-la-montre par équipes
  - 2e du Grand Prix Cappadocia
- 2023
  - Champion du Gauteng sur route
  - Montecasino Classico
  - Tour du Cap : 
    - Classement général
    - 2e étape

  - Khemani Road Classic
- 2024
  - Cape Town Cycle Tour
  - 3e du Tour du Cap
- 2025
  - 3e du Tour du Cap

### Classements mondiaux
| Année                                 | 2017  | 2018  | 2019 | 2020 | 2021 | 2022 | 2023 |
| ------------------------------------- | ----- | ----- | ---- | ---- | ---- | ---- | ---- |
| Classement mondial                    | 2995e | 2695e | 486e | 389e | 191e | 318e | 942e |
| UCI Africa Tour                       | 272e  | 219e  | 22e  | 9e   | 3e   | 9e   | 47e  |
|                                       |       |       |      |      |      |      |      |
| Légende : nc = non classéSource : UCI |       |       |      |      |      |      |      |